# Романовский район (Саратовская область)
Рома́новский райо́н — административно-территориальная единица (район) и муниципальное образование (муниципальный район) в Саратовской области России.
Административный центр — рабочий посёлок Романовка.

## География
Самый западный район области. Расположен в степной зоне в пределах Окско-Донской равнины в бассейне реки Карай, притока Хопра. Богатством района являются высокопродуктивные чернозёмные почвы.
Территория района — 1,3 тыс. км².
Протяжённость автодорог общего пользования с твёрдым покрытием — 147,9 км.

## История
Район образован 23 июля 1928 года в составе Балашовского округа Нижне-Волжского края. В его состав вошла территория бывшей Романовской волости Балашовского уезда Саратовской губернии.
С 1934 года район в составе Саратовского края, с 1936 года — в Саратовской области.
С 6 января 1954 года по 19 ноября 1957 года район входил в состав Балашовской области.
В 1963 году район был упразднён и 1965 году восстановлен.

## Население
| 1989    | 2002    | 2009    | 2010    | 2011    | 2012    | 2013    |
| ------- | ------- | ------- | ------- | ------- | ------- | ------- |
| 19 610  | ↘18 150 | ↘16 822 | ↘16 226 | ↘16 136 | ↘15 825 | ↘15 469 |
| 2014    | 2015    | 2016    | 2017    | 2018    | 2019    | 2020    |
| ↘15 135 | ↘14 817 | ↘14 487 | ↘14 340 | ↘14 019 | ↘13 701 | ↘13 441 |
| 2021    | 2025    |         |         |         |         |         |
| ↘12 700 | ↘11 873 |         |         |         |         |         |

### Урбанизация
В городских условиях (рабочий посёлок Романовка) проживают 47,48 % населения района.

## Муниципально-территориальное устройство
В Романовский муниципальный район входят 6 муниципальных образований, в том числе 1 городское поселение и 5 сельских поселений:
| №        | Муниципальное образование                   | Административный центр    | Количество населённых пунктов | Население | Площадь, км2 |
| -------- | ------------------------------------------- | ------------------------- | ----------------------------- | --------- | ------------ |
| 1e-06    | Городское поселение:                        |                           |                               |           |              |
| 1        | Романовское муниципальное образование       | рабочий посёлок Романовка | 4                             | ↘6355     | 210,86       |
| 1.000002 | Сельские поселения:                         |                           |                               |           |              |
| 2        | Большекарайское муниципальное образование   | село Большой Карай        | 1                             | ↘1149     | 207,04       |
| 3        | Мордовокарайское муниципальное образование  | село Мордовский Карай     | 7                             | ↘1781     | 333,47       |
| 4        | Подгорненское муниципальное образование     | село Подгорное            | 2                             | ↘952      | 211,44       |
| 5        | Усть-Щербединское муниципальное образование | село Усть-Щербедино       | 2                             | ↗1636     | 186,09       |

В рамках организации местного самоуправления в 2005 году в муниципальном районе были созданы 1 городское и 7 сельских поселений. В 2006 году Осиновское муниципальное образование переименовано в Бобылевское. В 2013 году было упразднено Краснолиманское муниципальное образование (включено в Романовское), а в 2019 году — Алексеевское (включено в Мордовокарайское). В 2023 году Бобылевское муниципальное образование упразднено путём его объединения с Усть-Щербединским м.о.

## Населённые пункты
В Романовском районе 21 населённый пункт, в том числе 1 городской (рабочий посёлок) и 20 сельских.
| №  | Населённый пункт | Тип                     | Население | Муниципальное образование |
| -- | ---------------- | ----------------------- | --------- | ------------------------- |
| 1  | Алексеевский     | посёлок                 | ↘679      | Мордовокарайское          |
| 2  | Бобылевка        | село                    | ↘543      | Бобылевское               |
| 3  | Большой Карай    | село                    | ↘1268     | Большекарайское           |
| 4  | Борецк           | посёлок                 | ↘90       | Бобылевское               |
| 5  | Бык              | село                    | ↘159      | Мордовокарайское          |
| 6  | Вязовая          | деревня                 | ↘191      | Мордовокарайское          |
| 7  | Дикавка          | село                    | 5         | Мордовокарайское          |
| 8  | Инясево          | село                    | ↘337      | Подгорненское             |
| 9  | Константиновский | посёлок                 | 0         | Бобылевское               |
| 10 | Красноармейский  | посёлок                 | ↘664      | Романовское               |
| 11 | Малое Щербедино  | село                    | ↘457      | Усть-Щербединское         |
| 12 | Мордовский Карай | село                    | ↗1370     | Мордовокарайское          |
| 13 | Ольховка         | село                    | 2         | Мордовокарайское          |
| 14 | Осиновка         | село                    | ↘313      | Бобылевское               |
| 15 | Памятка          | посёлок                 | ↘271      | Мордовокарайское          |
| 16 | Подгорное        | село                    | ↘1096     | Подгорненское             |
| 17 | Романовка        | рабочий посёлок         | ↘5637     | Романовское               |
| 18 | Таволжанка       | железнодорожная станция | 19        | Романовское               |
| 19 | Таволжанский     | посёлок                 | ↘220      | Романовское               |
| 20 | Усть-Щербедино   | село                    | ↘827      | Усть-Щербединское         |

### Упразднённые населённые пункты
- село Ежовка (2019)

## Экономика
Район сельскохозяйственный, производятся зерновые, подсолнечник, сахарная свёкла, мясо, молоко. В личных хозяйствах производятся лук, картофель.
В районе 4 промышленных предприятия, самое большое — комбинат хлебопродуктов, остальные три — молокозавод, асфальтный завод.

## Транспорт
Железнодорожная станция и автостанция в рабочем посёлке Романовка.

## Достопримечательности
Мягкие очертания рельефа, тучные поля и луговое разнотравье долины реки Карай создают своеобразные привлекательные пейзажи. Также живописность Романовке и району придают ленточные леса в долинах Карая и Хопра.
Старейшее село — Большой Карай (основано в 1612 году). В местной школе краеведческий музей. Также среди достопримечательностей можно отметить заказник «Пойменная дубрава».